# Gourdan-Polignan
 Gourdan-Polignan  es una población y comuna francesa, en la región de Mediodía-Pirineos, departamento de Alto Garona, en el distrito de Saint-Gaudens y cantón de Barbazan.

## Demografía
| 1531 | 1664 | 1656 | 1394 | 1221 | 1194 |
| Para los censos de 1962 a 1999 la población legal corresponde a la población sin duplicidades (Fuente: INSEE [Consultar]) |      |      |      |      |      |

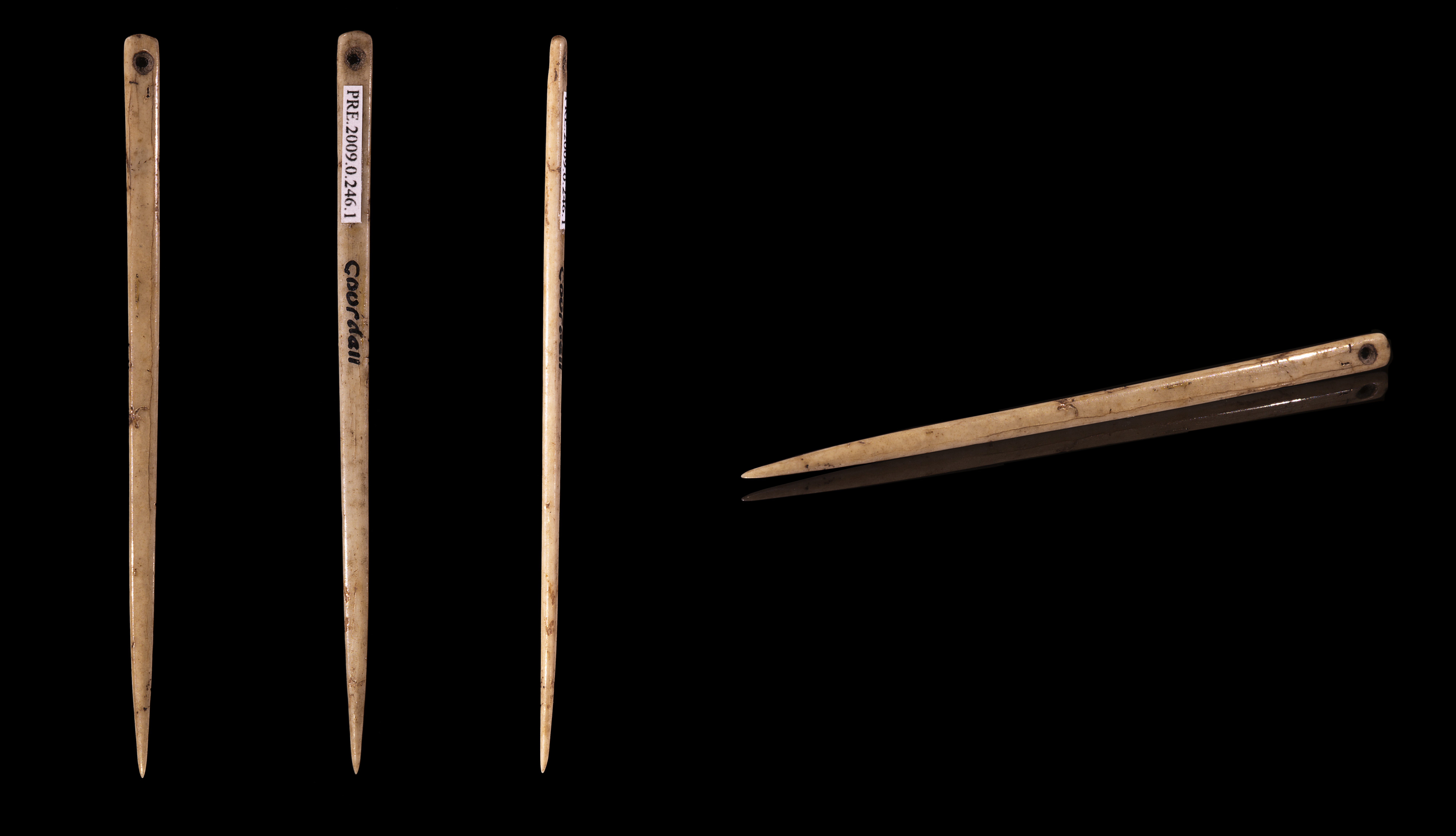
Aiguille à chas plate en os – Gourdan–Polignan - Magdalénien, (17 000 et 10 000 avant le présent) - Muséum de Toulouse